# Idiotrochus
Genre
Idiotrochus est un genre de coraux durs de la famille des Turbinoliidae.

## Liste d'espèces
Le genre Idiotrochus comprend les espèces suivantes :
| Selon World Register of Marine Species (16 juillet 2015) : - Idiotrochus alatus Cairns, 2004 - Idiotrochus emarciatus Duncan, 1865 - Idiotrochus kikutii (Yabe & Eguchi, 1941) | Selon ITIS (16 juillet 2015) : - Idiotrochus emarciatus Duncan, 1865 - Idiotrochus kikutii (Yabe & Eguchi, 1941) |